# Delicias de Upala
Delicias es un distrito del cantón de Upala, en la provincia de Alajuela, de Costa Rica.

## Geografía
Delicias cuenta con un área de 98,52 km² y una altitud media de 30 m s. n. m.

## Demografía
Para el año 2022, Delicias cuenta con una población estimada de 7071 habitantes, y para el último censo efectuado, en 2011, Delicias contaba con una población de 4483 habitantes.

## Localidades
- Poblados: Camelias, La Cruz, México, Mocorón, Pavas, Perla, Quebradón, Santa Clara Norte (parte), Santa Clara Sur, Trapiche, Victoria (parte).

## Transporte

### Carreteras
Al distrito lo atraviesan las siguientes rutas nacionales de carretera:
- Ruta nacional 4
- Ruta nacional 164
- Ruta nacional 728